# Pariñas (distrito)
Pariñas é um distrito do Peru, departamento de Piura, localizada na província de Talara.

## Transporte
O distrito de Pariñas é servido pela seguinte rodovia:
- PE-1N, que liga o distrito de Aguas Verdes (Região de Tumbes - Ponte Huaquillas/Aguas Verdes (Fronteira Equador-Peru) - e a rodovia equatoriana E50 - à cidade de Lima (Província de Lima)
- PI-105, que liga várias regiões do território (trechos fora do distrito, no distrito de Marcavelica
- PI-101, que liga a cidade ao distrito de Paita
- PI-100, que liga a cidade ao distrito de Los Órganos [1][2][3]